# Globalisierungskritik

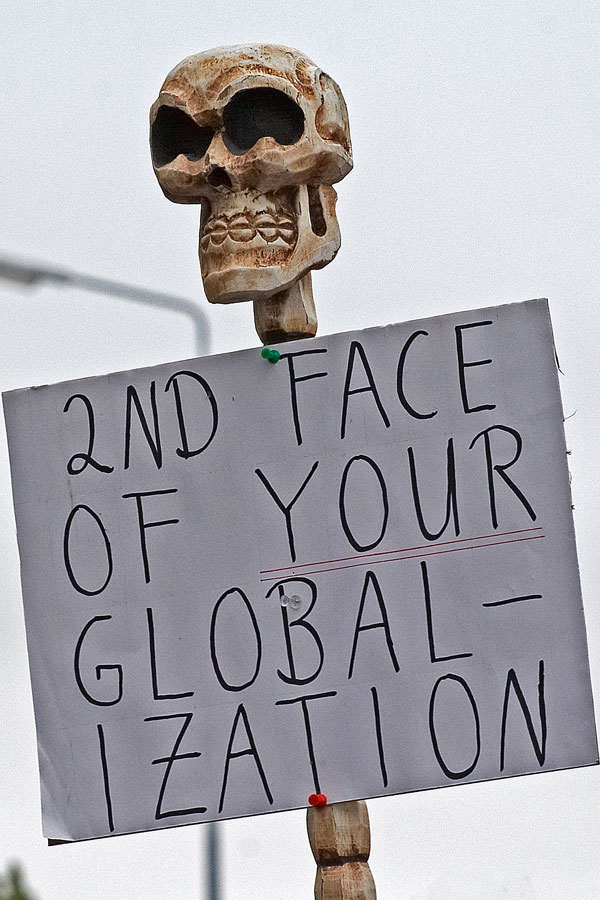
Globalisierungskritisches Plakat mit Totenkopf zum G8-Gipfel in Heiligendamm 2007; übersetzt etwa „Das zweite Gesicht eurer Globalisierung“

Globalisierungskritik bezeichnet die kritische Auseinandersetzung mit den ökonomischen, sozialen, kulturellen und ökologischen Auswirkungen der Globalisierung.

## Abgrenzung
Träger der Globalisierungskritik sind eine Vielzahl unterschiedlicher Nichtregierungsorganisationen (NGOs) wie beispielsweise das Netzwerk Attac, freie Träger aller Art und Einzelpersonen wie Arundhati Roy, Jean Ziegler oder Naomi Klein. Die Positionen, die Globalisierung vollständig ablehnen und die globale Verflechtung reduzieren wollen, werden als Globalisierungsgegner bezeichnet. Davon zu unterscheiden ist eine Globalisierungskritik im engeren Sinn, die beispielsweise für eine andere Globalisierung eintritt (daher auch französisch altermondialisation und englisch alter-globalization von alter = anders). Im allgemeinen Sprachgebrauch und auch in den Medien werden die Globalisierungskritiker teilweise unzutreffend als Globalisierungsgegner bezeichnet.
Im Zentrum der Globalisierungskritik stehen die Deregulierung und der damit verbundene Abbau sozialer Rechte sowie die allumfassende Kommerzialisierung und Vermarktung (Kommodifizierung) durch „Privatisierung öffentlicher Unternehmen, Umbau der Sozialhilfe oder ‚Inwertsetzung’ von menschlicher und außermenschlicher Natur“. Ein Schwerpunkt der Kritik solle sich damit gegen eine Wirtschaftsordnung richten, die mit dem mehrdeutigen Kampfbegriff „neoliberal“ bezeichnet wird und die von Organisationen wie Weltbank und Welthandelsorganisation weltweit gefördert werde.

## Geschichte
Die Globalisierungskritik wurzelt in älteren Strömungen wie Kapitalismuskritik und Befreiungstheologie; sie übernimmt und entwickelt deren Gedankengut weiter; sie ist eine aktuelle Ausprägung von diesen.
Gegen Ende der 1990er Jahre hat sich die Globalisierungskritik in verschiedenen Bewegungen entwickelt. In vielen ehemaligen Kolonien betrachten verschiedene soziale Bewegungen die Kämpfe gegen die globalen Abkommen und Institutionen als Fortsetzung der Kämpfe gegen die Kolonialherren (vgl. Neokolonialismus).
In Lateinamerika bezog sich der Aufstand der Zapatistas im Januar 1994 direkt auf das Inkrafttreten des Nordamerikanischen Freihandelsabkommens (NAFTA). Die Zapatistas organisierten mit den sogenannten intergalaktischen Encuentros (Zusammenkünften) auch die ersten globalen Vernetzungstreffen. Es kam zu einem Aufstand in Chiapas, der schnell weite Gebiete des Bundesstaats erfasste. Der Versuch, den Kampf gegen den „Neoliberalismus“ zu popularisieren, blieb zu diesem Zeitpunkt weitgehend auf eine kleine Gruppe politischer Weggefährten aus dem europäischen und US-amerikanischen Studentenmilieu beschränkt.
Erst mit dem Entwurf des Multilateralen Investitionsschutzabkommens (MAI) im Jahr 1997, das weitgehende Rechte für transnationale Konzerne vorsah, weitete sich der Protest auf eine breitere internationale Öffentlichkeit aus. Nichtregierungsorganisationen in Kanada, den USA, Frankreich und einigen asiatischen Ländern kritisierten den Entwurf heftig. Vor allem die französische Kulturindustrie fühlte sich vom „MAI“ bedroht, da sie der freie Marktzugang der Konkurrenz von Hollywoodproduktionen ausgesetzt hätte. Mit dem Ausstieg der französischen Regierung unter Ministerpräsident Lionel Jospin war dieses Projekt gescheitert.
Die OECD-Staaten und führende Vertreter der Wirtschaft kündigten bald nach dem Scheitern an, dass sie einen neuen institutionellen Rahmen für das Investitionsabkommen finden wollten, um für transnationale Konzerne und Auslandsinvestitionen eine größtmögliche Rechtssicherheit garantieren zu können. Diese Ankündigung und die ab Juli 1997 aufkommende Asienkrise schärften die kritische Wahrnehmung der „neoliberalen Weltwirtschaft“ nochmals. So publizierte u. a. der Chefredakteur von Le Monde diplomatique, Ignacio Ramonet, im Dezember 1997 den Leitartikel „Désarmer les marchés“ – die Märkte entwaffnen, der die Bewegung Attac ins Leben rief.
Ein einschneidendes Ereignis in der globalisierungskritischen Bewegung stellte der Abbruch der 3. WTO-Konferenz in Seattle im Dezember 1999 dar, nach dem es zu gewalttätigen Auseinandersetzungen zwischen Globalisierungskritikern und der Polizei kam. Nach Seattle entwickelte sich die globalisierungskritische Bewegung auch in den Metropolen und erfuhr eine weltweite Verbreitung.
Auf dem Europäischen Kontinent waren die Proteste gegen die Sitzung von Weltbank und internationalem Währungsfonds am 26. September 2000 in Prag wichtig für die weitere Mobilisierung. Die ca. 15.000 Globalisierungskritiker zogen in drei farbig gekennzeichneten Demonstrationen in Richtung Tagungsgebäude: ein gelber Zug (Tute Bianche u. a.), ein blauer Zug (Autonome u. a.), und Pink & Silver (Rhythms of Resistance u. a.).
Beim EU-Gipfel in Göteborg 2001 demonstrierten am 14. Juni 2001 mehr als 20.000 Globalisierungskritiker unter dem Motto „Bush not welcome“. Es kam zur Eskalation von Gewalt. Ein Polizist gab mehrere Schüsse auf Demonstranten ab, neben zwei Beintreffern wurde eine Person durch einen Bauchschuss lebensgefährlich verletzt.
Wenige Wochen später, beim G8-Gipfel in Genua 2001 kam es zu schweren Auseinandersetzungen zwischen der italienischen Polizei und Demonstranten. Die italienische Regierung hatte für die Zeit des Gipfels das Schengener Abkommen außer Kraft gesetzt und ließ sämtliche Grenzen lückenlos überwachen. In Genua selbst wurden 20.000 Polizisten und Carabinieri zusammengezogen. Medien und einige Politiker warnten vor „bürgerkriegsähnlichen Zuständen“. Es kam zu schweren Übergriffen und Menschenrechtsverletzungen der Exekutive gegen Demonstranten. Hunderte Demonstranten wurden verletzt. Als der italienische Aktivist Carlo Giuliani mit anderen ein Polizeifahrzeug attackierte, wurde er von einem der Polizisten erschossen und mit dem Geländewagen zweimal überrollt. Nach Schätzungen nahmen zwischen 70.000 und 250.000 Globalisierungskritiker an den Protesten teil.
Aspekte der Globalisierungskritik finden sich auch in den diversen Strömungen der Wachstumskritik seit den 1970er Jahren sowie der wachstumskritischen Bewegung. Sie stellen in Frage, dass der Globale Süden dem Entwicklungsmodell des Globalen Nordens folgen sollte und es wird bezweifelt, dass globale Gerechtigkeits- und Verteilungsfragen durch ökonomische Expansion überwunden werden können.

## Gruppierungen
In Europa und Nordamerika lässt sich die globalisierungskritische Bewegung auf verschiedene Teile der Neuen Sozialen Bewegungen, insbesondere der Dritte-Welt-/Eine-Welt-Bewegung, und der Gewerkschaften zurückführen. Aufmerksamkeit erzielten die Proteste durch neue Aktionsformen, die von Gruppen wie Reclaim the Streets in Großbritannien und das Direct Action Network in Seattle inspiriert wurden. In den Niederlanden formte sich Ende der 1960er Jahre eine „Antiglobalisierungsbewegung“ u. a. gegen den Vertrag von Amsterdam. Dazu entstand 1967 das Kollektiv Eurodusnie, das bis heute besteht.

### Nichtregierungsorganisationen/Freie Träger
NGOs spielen eine tragende Rolle in der globalisierungskritischen Bewegung. Sie organisieren regelmäßig Gegen- und Alternativkongresse und nutzen die modernen Kommunikationstechnologien, um ihre Publikationen einer kritischen Öffentlichkeit zuzuführen. NGOs arbeiten in zahlreichen Netzwerken zu unterschiedlichen Schwerpunkten. Viele NGOs favorisieren die UNO als Institution für ihre Konzepte von „Global Governance“. In Europa setzen sie auf die Europäische Union. Kritiker werfen den NGOs vor, sie konzentrierten sich primär auf Lobbyismus. Je größer die finanzielle Abhängigkeit von supranationalen Institutionen, Regierungen oder Konzernen, so die vielgeäußerte Kritik des radikalen Flügels der Bewegung, umso lauter propagierten die NGOs die Reformierbarkeit der kapitalistischen Weltwirtschaftsordnung.
In Gebieten mit indigenen Völkern schließen diese sich häufig den Kampagnen der NGOs an, sofern sie nicht selbst dazu in der Lage sind. Die indigene Kritik an der westlichen Zivilisation, Kolonialisierung und Globalisierung ist seit Jahrhunderten aktuell.

### Gewerkschaften
Seit den Ereignissen von Seattle mobilisieren zunehmend auch die Gewerkschaften gegen Treffen internationaler Institutionen. In Europa beteiligten sie sich erstmals im großen Stil an den Protesten gegen die EU-Regierungsgipfel in Nizza und Brüssel. Dort organisierten die Gewerkschaften jeweils eigenständige Demonstrationen. In beiden Fällen ging die große Beteiligung auf die Mobilisierungsfähigkeit der französischen CGT zurück.
International sind es vor allem einige Gewerkschaftsverbände aus Schwellenländern, die sich an die Seite der neuen Bewegung stellen. Dazu gehört die brasilianische CUT und die südkoreanische KCTU, die erst im Jahre 1999 legalisiert worden ist. In Europa waren unabhängige und linksgewerkschaftliche Organisationen die treibenden Kräfte, wie zum Beispiel die italienischen SinCobas und die französischen SUD-Gewerkschaften, die seit den Europäischen Märschen gegen Erwerbslosigkeit 1997 anlässlich des EU-Gipfels in Amsterdam eine offensive Politik über den nationalstaatlichen Rahmen hinaus praktizieren.
In dem vom Gründungskongress 2006 angenommenen Programm des Internationalen Gewerkschaftsbundes (IGB) enthält der erste Abschnitt unter der Überschrift „Die Globalisierung verändern“ die Kritik und Alternativvorstellungen des IGB. Der 2. IGB-Weltkongress (2010) verabschiedete eine umfassendere Entschließung zu diesem Thema.

### Netzwerke

#### Attac
Neben Gewerkschaften und NGOs haben sich innerhalb der globalisierungskritischen Bewegung verschiedene internationale Netzwerke herausgebildet. Das in Europa bekannteste ist Attac. Die von Ignacio Ramonet in seinem Leitartikel in Le Monde Diplomatique lancierte Idee war, auf weltweiter Ebene eine NGO ins Leben zu rufen, die Druck auf die Regierungen machen sollte, um eine internationale „Solidaritätssteuer“, genannt „Tobin-Steuer“, einzuführen. Gemeint war damit die durch den US-amerikanischen Ökonomen James Tobin Ende der 70er Jahre vorgeschlagene Steuer in Höhe von 0,1 % auf internationale Kapitalflüsse. Der von Ramonet gleichzeitig vorgeschlagene Name dieser Organisation „Attac“ sollte, aufgrund seiner sprachlichen Nähe zum französischen Wort attaque, zugleich den Übergang zur „Gegenattacke“ signalisieren, nach Jahren der Anpassung an die Globalisierung.
In Frankreich fiel dieser Appell der in fortschrittlichen Kreisen einflussreichen Zeitung auf fruchtbaren Boden. Schon die große Streikwelle Mitte der 1990er Jahre hatte das kritische Bewusstsein vieler Franzosen gegenüber dem Neoliberalismus geschärft, dessen internationale Dimension durch die Asienkrise Ende 1997 nochmals verdeutlicht wurde.
Die Aktivitäten von Attac weiteten sich schnell über den Bereich der Tobinsteuer und die „demokratische Kontrolle der Finanzmärkte“ hinaus aus. Mittlerweile umfasst der Tätigkeitsbereich von Attac auch die Handelspolitik der WTO, die Verschuldung der Dritten Welt und die Privatisierung der staatlichen Sozialversicherungen und öffentlichen Dienste. Die Organisation ist inzwischen in einer Reihe von afrikanischen, europäischen und lateinamerikanischen Ländern präsent.
In Deutschland hatten im Jahre 2000 mehrere NGOs, darunter Weltwirtschaft, Ökologie und Entwicklung (WEED), die Initiative für Attac-Deutschland ergriffen.
Attac ist in mehr als 30 Ländern aktiv und hatte Ende 2016 rund 90.000 Mitglieder – davon 29.000 in Deutschland.

#### Andere Netzwerke
Ein zweites weltweites Netzwerk neben Attac ist Peoples Global Action (PGA). Bei PGA arbeiten in Europa vor allem Gruppen mit, die sich am Politikverständnis der mexikanischen Zapatisten orientieren. Das im Februar 1998 in Genf gegründete Netzwerk lehnt jede Art von Lobbyarbeit ab und veranstaltet stattdessen regelmäßig globale „action days“. Die größte ihr zugehörige Organisation ist die indische Bauernorganisation KRRS, der nach eigenen Angaben etwa zehn Millionen Mitglieder angehören. Das Netzwerk macht v. a. durch originelle Aktionen auf sich aufmerksam. Es setzt auf die Prinzipien der Spontanität, Selbstverwaltung und Konfrontation. Im Gegensatz zu Attac gibt es keine formelle Mitgliedschaft von Einzelpersonen. Jeder Kontinent muss allerdings eine verantwortliche Gruppe stellen, die für die internationale Koordinierung der Aktionstage delegiert ist und die internationalen Konferenzen mit vorbereitet.
Der internationale Bauernverband Via Campesina spielt vor allem in den Ländern des Südens eine tragende Rolle. In Europa ist der Franzose José Bové mit seinen Aktionen gegen Freihandel und McDonald’s bekannt geworden. Aus Lateinamerika genießt vor allem die brasilianische Landlosenbewegung MST durch ihre spektakulären Landbesetzungen einen gewissen Bekanntheitsgrad. Via Campesina konzentriert sich auf Agrarpolitik, grüne Gentechnologie und Patentrecht.
In seinem Blickfeld steht v. a. die Politik der WTO. Die Bauernorganisation tritt für Ernährungssouveränität ein, also gegen eine Exportorientierung in der Landwirtschaft und für die Ernährungssicherheit der Regionen. Das bedeutet, dass jede Region der Welt in der Lage sein sollte, die dort lebende Bevölkerung mit heimischen Agrarprodukten zu ernähren.
In Deutschland sind das Dissent!-Netzwerk, die Interventionistische Linke und die Bundeskoordination Internationalismus (BUKO) zu erwähnen.
In Leipzig findet seit 2004 jedes Jahr das globalisierungskritische Filmfestival globaLE statt. Die Veranstalter präsentieren über mehrere Wochen an diversen Veranstaltungsorten in Leipzig kostenlos politische Filme. In vielen Fällen besteht für Interessierte anschließend die Möglichkeit zur Diskussion. Dabei werden nicht nur die Schattenseiten des weltweit vorherrschenden Wirtschaftssystems aufgezeigt, sondern auch zahlreiche Einzelschicksale vorgestellt, die mit Privatisierung im Zusammenhang stehen.

### Sozialforen
Diese unterschiedlichen Netzwerke und Organisationen trafen im Januar 2001 erstmals zum Weltsozialforum in Porto Alegre (Brasilien) zusammen – zeitgleich zu dem seit 1971 stattfindenden Weltwirtschaftsforum von Konzernmanagern und Wirtschaftspolitikern in Davos. Insgesamt waren in Porto Alegre 117 Länder vertreten, mit mehr als 10.000 Teilnehmenden. Neben zahlreichen NGOs und Basisbewegungen waren auch 400 Parlamentarier anwesend. Porto Alegre galt als Modellprojekt für das Motto der Konferenz: „Eine andere Welt ist möglich“, da die brasilianische Arbeiterpartei (PT) dort den „Beteiligungshaushalt“ eingeführt hatte, der für mindestens 20 % des Budgets der Stadt plebiszitäre Elemente vorsah.
Als Folge dieses Gegengipfels entstanden weitere Sozialforen, zunächst auf kontinentaler Ebene (Europäisches Sozialforum), später auch auf regionaler und lokaler Ebene. Die Bewegung gilt als inhaltlich vielfältig. Die Schwerpunkte liegen auf einer sozial gerechten Globalisierung sowie bei Menschenrechten (insbes. „Frauenrechten“) und ökologischen Themen.
Eng verknüpft mit den kirchlichen Akteuren in den Sozialforen ist auch der Ökumenische Rat der Kirchen (ÖRK), der auf seinen Vollversammlungen ebenfalls Kapitalismuskritik äußert.

## Typen
Der Politikwissenschaftler Claus Leggewie unterscheidet fünf Typen der Globalisierungskritik:
1. Basisbewegungen, die unter dem Motto „Eine neue Welt ist möglich“ ein anderes Gesellschaftssystem entwickeln möchten. Hier finden sich neben Umweltschützern, Frauenrechtlern und Pazifisten am Rand auch gewaltbereite Gruppierungen wieder.
2. Insider-Kritiker, die auf die „Defekte“ der Globalisierung aufmerksam machen und soziale Reformen in den Globalisierungsprozess einzubinden versuchen. Hier sind insbesondere der ehemalige Vizepräsident der Weltbank Joseph Stiglitz mit seinem Buch Die Schatten der Globalisierung zu nennen, John Perkins mit seinem Buch Bekenntnisse eines Economic Hit Man sowie Finanzanalyst Michael Hudson mit seiner Kritik an der US-Haltung „Unser Dollar, euer Problem“.[20]
3. die akademische Linke, die vor allem gegen die „kulturelle Hegemonie des Neoliberalismus“ kämpft.
4. religiöse Bewegungen, die an die sozialreformerische Tradition der Kirchen anknüpfen, siehe zum Beispiel Befreiungstheologie.
5. eine nationalkonservative oder nationalistische Strömung, die vor allem für einen starken Nationalstaat sowie die Wiedereinführung von Grenzen und Zöllen eintritt, und eine rechtsextreme Strömung, die in antisemitischer Weise die Weltwirtschaft als von Juden gelenkt und beherrscht sieht (und sich dazu bestimmter Chiffren wie „amerikanische Ostküste“ bedient).

Der Soziologe Zygmunt Bauman geht davon aus, dass nationalistische Strömungen oder „Kirchturminteressengruppen“ in der gegenwärtigen Phase an Einfluss gewinnen, in welcher die Staaten (oder Staatenbünde wie die EU), die ihren kosmopolitischen Verpflichtungen bisher in keiner Weise gewachsen seien, versuchten, sich ihrer Verpflichtung, Ordnung im deregulierten Globalisierungschaos zu stiften, im Namen der „Subsidiarisierung“ zu entledigen. Diese Gruppen reagierten innerhalb ihrer Territorien oder Nachbarschaften auf die „zunehmend kosmopolitischen Existenzbedingungen mit einem Denken und Fühlen nach dem Motto ‚klein aber mein‘“.

## Kritik an der Globalisierungskritik
Gegen die Fokussierung der Globalisierungskritik auf die ökonomische Dimension spricht sich unter anderem der deutsche Soziologe Ulrich Beck aus, der diese Betrachtungsweise als „Globalismus“ bezeichnet und kritisiert.
Oliver Marchart kritisiert die Globalisierungskritiker, weil sie nicht weit genug gingen, sondern im ökonomischen Denken stecken blieben. Er begründet dies damit, dass die Globalisierungskritiker keinen neuen Anfang im Sinne von Hannah Arendt machten. Wenn Globalisierungskritik in einem Raum der Alternativlosigkeit stattfinde wie die neoliberale Margaret Thatcher es in ihrem Ausspruch – „There is no alternative“ – klar ausdrückt, „dann könnte es nur um Fragen der entweder effizienteren oder etwas gerechteren Verwaltung gehen – letztlich um ein besseres Globalisierungsmanagement.“ Damit befinde man sich in einem Diskurs der sich im alten, vergangenen Rahmen bewege, jedoch apolitisch im Sinne von Arendt sei. Politik müsse nicht nur den vermeintlichen Notwendigkeiten folgen, sondern kreativ im „Reich der Freiheit“ im Sinne der Ethik Immanuel Kants denken, das auf einem neuen, völlig unbekannten Anfang beruhe.
Der Sozialwissenschaftler Samuel Salzborn weist auf eine der „großen Paradoxien der Antiglobalisierungsbewegung“ hin: Man fühle sich – da abstrakte Strukturen der kapitalistischen Gesellschaft nicht begriffen würden – anonymen Mächten ausgeliefert, daher versuche man durch Personalisierung „konkrete Menschen in die Verantwortung für ein System [zu] nehmen“. Die Sphäre des Abstrakten werde dabei in der antisemitischen Fantasie mit „den Juden“ identifiziert, da in dieser Weltsicht Juden „diejenigen seien, die Profit aus Kapitalismus und Finanzkrise schlagen“.

### Kritik
- Jagdish N. Bhagwati: In Defense of Globalization. 2004, ISBN 0-19-517025-3.
- Johan Norberg: Das Kapitalistische Manifest. Eichborn, Frankfurt/M. 2003, ISBN 3-8218-3994-5.
- Markus Balser, Michael Bauchmüller: Die 10 Irrtümer der Globalisierungsgegner. Wie man Ideologie mit Fakten widerlegt. Eichborn-Verlag, Frankfurt am Main 2003, ISBN 3-8218-3992-9.